# Blechnum castaneum
Blechnum castaneum là một loài dương xỉ trong họ Blechnaceae. Loài này được Makino & Nemoto mô tả khoa học đầu tiên năm 1925.
Danh pháp khoa học của loài này chưa được làm sáng tỏ. 